# Quand je t'aime
Singles de Demis Roussos
Summer in Her Eyes
(1986) Prier
(1988)
Quand je t'aime est une chanson du chanteur grec Demis Roussos, écrite et composée par Didier Barbelivien, et co-composée par Pascal Auriat. Elle est sortie en octobre 1987 et est parue sur son album de 1988, Le Grec.
La chanson connaît le succès en France, atteignant la troisième place du Top 50 et ayant été certifié disque d'or pour plus de 500 000 exemplaires écoulés.

## Accueil commercial
Quand je t'aime est entré à la 48e place du Top 50 le 16 janvier 1988. Il a ensuite atteint la troisième place lors de sa seizième semaine et passe 27 semaines dans le classement au total, dont seize au sein des dix premières places. Il est certifié disque d'or par le Syndicat national de l'édition phonographique pour plus de 500 000 exemplaires écoulés. Dans l'Eurochart Hot 100, le single a débuté à la 99e place le 20 février 1988 et a atteint la 7e position, lors de la treizième semaine et s'est classé au total 24 semaines dans le classement.

## Liste des titres
| A. | Quand je t'aime            | 3:34 |
| B. | Les Oiseaux de ma jeunesse | 4:16 |

| A. | Quand je t'aime (Remix Club) | 5:00 |
| B. | Les Oiseaux de ma jeunesse   | 4:16 |

## Crédits
- Demis Roussos – chant
- Didier Barbelivien – paroles, musique
- Bernard Estardy – arrangements
- Pascal Auriat – musique, réalisation
- Alain Marouani – photographie

Crédits adaptés des notes d'accompagnement.

## Classements
| Classement (1987–88)          | Meilleure position |
| ----------------------------- | ------------------ |
| Europe (Eurochart Hot 100)    | 7                  |
| France (SNEP)                 | 3                  |
| Québec (Palmarès francophone) | 6                  |

| Classement (1988)          | Position |
| -------------------------- | -------- |
| Europe (Eurochart Hot 100) | 48       |
| France (SNEP)              | 7        |

### Certification
| Pays                           | Certification | Ventes certifiées |
| ------------------------------ | ------------- | ----------------- |
| France (SNEP)                  | Or            | 500 000*          |
| *Ventes selon la certification |               |                   |